# Trichilia
Trichilia es un género de plantas fanerógamas de la familia Meliaceae. Comprende 441 especies descritas y de estas, solo 98 aceptadas.

## Descripción
Son arbolitos a árboles dioicos o polígamos;  hojas imparipinnadas, raramente con 1 a 3 foliolos, glabras o con tricomas simples, estrellados, o con escamas peltadas. Flores unisexuadas, raramente bisexuadas; fruto cápsula con 2 a 3 valvas; semillas  1 a 2 por lóculo, en general envueltas por un arilo.

## Taxonomía
El género fue descrito por Patrick Browne y publicado en The Civil and Natural History of Jamaica in Three Parts 278. 1756.

## Especies
| - Trichilia acuminata - Trichilia adolfii - Trichilia ambiranensis - Trichilia americana - Trichilia appendiculata - Trichilia aquifolia - Trichilia areolata - Trichilia blanchetii - Trichilia breviflora - Trichilia bullata - Trichilia capitata - Trichilia carinata - Trichilia casaretti - Trichilia catigua - Trichilia cauliflora - Trichilia chirriactensis - Trichilia cipo - Trichilia claussenii - Trichilia discolor - Trichilia djalonis - Trichilia dregeana - Trichilia elegans - Trichilia elsae - Trichilia emarginata - Trichilia emetica - Trichilia erythrocarpa - Trichilia euneura - Trichilia fasciculata - Trichilia florbranca - Trichilia gamopetala - Trichilia gilgiana - Trichilia gilletii - Trichilia glabra - Trichilia gustavoi - Trichilia havanensis - Trichilia hirta L. - cabo de hacha - Trichilia hispida - Trichilia humblotii - Trichilia laxipaniculata - Trichilia lecointei - Trichilia lepidota - Trichilia lovettii - Trichilia luciae - Trichilia magnifoliola - Trichilia martiana - Trichilia martineaui - Trichilia maynasiana - Trichilia mazanensis - Trichilia megalantha - Trichilia mexicoensis - Trichilia micrantha | - Trichilia micropetala - Trichilia monacantha - Trichilia monadelpha - Trichilia moschata - Trichilia mucronata - Trichilia norbranca - Trichilia obovata - Trichilia oligofoliolata - Trichilia ornithothera - Trichilia pachypoda - Trichilia pallens - Trichilia pallida - Trichilia pittieri - Trichilia pleeana - Trichilia poeppigii - Trichilia prieureana - Trichilia primogenita - Trichilia pseudostipularis - Trichilia pungens - Trichilia quadrijuga - Trichilia quadrivalvis - Trichilia ramalhoi - Trichilia reticulata - Trichilia retusa - Trichilia rubescens - Trichilia rubra - Trichilia sambiranensis - Trichilia schomburgkii - Trichilia septentrionalis - Trichilia silvatica - Trichilia singularis - Trichilia solitudinis - Trichilia stellatotomentosa - Trichilia stenophylla - Trichilia stipitata - Trichilia subcordata - Trichilia surinamensis - Trichilia surumuensis - Trichilia taubertiana - Trichilia tessmannii - Trichilia tetrapetala - Trichilia trachyantha - Trichilia triacantha - Trichilia trifolia - Trichilia trollii - Trichilia tsaratananensis - Trichilia tuberculata - Trichilia ulei - Trichilia welwitschii - Trichilia zewaldae |